# ファンダンゴ!
『ファンダンゴ!』（Fandango!）は、アメリカ合衆国のロック・バンド、ZZトップが1975年に発表した4作目のアルバム。冒頭の3曲（LPのA面）はライヴ音源で、残り6曲（LPのB面）はスタジオ録音の新曲という変則的な内容。

## 解説
LPのA面には、ニューオーリンズのウェアハウスで行われた公演のライヴ音源が収録された。「監獄ロック」はエルヴィス・プレスリーのカヴァーで、「バックドア・メドレー」に組み込まれた「メロウ・ダウン・イージー」はリトル・ウォルターの歌唱で知られる曲のカヴァー。音楽評論家のデイヴ・ホワイトはAbout.comにおいて本作を「ライヴ・バンドとしての高い技量を披露している」を評している。
本作はBillboard 200で10位に達し、前作『トレス・オンブレス』（1973年）に続き2度目のトップ10入りを果たした。1975年6月にはRIAAによってゴールドディスクに認定されている。スタジオ録音の新曲「タッシュ」はシングルとしてBillboard Hot 100で20位に達し、バンドにとって初の全米トップ40シングルとなった。また、ZZトップのアルバムとしては初めて全英アルバムチャート入りを果たしている。
2006年にワーナー・ブラザース・レコードからリリースされたリマスターCDには、未発表のライヴ音源3曲がボーナス・トラックとして追加収録された。

## 収録曲
特記なき楽曲はビリー・ギボンズ、ダスティ・ヒル、フランク・ベアードの共作。

### Side A
1. サンダーバード "Thunderbird" – 2:49
2. 監獄ロック "Jailhouse Rock" (Jerry Leiber, Mike Stoller) – 1:56
3. バックドア・メドレー "Backdoor Medley" – 9:23
  - バックドア・ラヴ・アフェア "Backdoor Love Affair" (Billy Gibbons, Bill Ham) - 1:09
  - メロウ・ダウン・イージー "Mellow Down Easy" (Willie Dixon) - 3:39
  - バックドア・ラヴ・アフェア NO.2 "Backdoor Love Affair No. 2" (B. Gibbons) 2:04
  - ロング・ディスタンス・ブギー "Long Distance Boogie" - 2:31

### Side B
1. ナスティ・ドッグス&ファンキー・キングス"Nasty Dogs and Funky Kings" – 2:42
2. ブルー・ジーン・ブルース "Blue Jean Blues" – 4:42
3. バリニーズ "Balinese" – 2:37
4. メキシカン・ブラックバード "Mexican Blackbird" – 3:06
5. ハード・イット・オン・ジ・X "Heard it on the X" – 2:23
6. タッシュ "Tush" – 2:14

### リマスターCDボーナス・トラック
1. ハード・イット・オン・ジ・X（ライヴ） "Heard it on the X (Live)"
2. 監獄ロック（ライヴ） "Jailhouse Rock (Live)" (Jerry Leiber, Mike Stoller)
3. タッシュ（ライヴ） "Tush (Live)"

## 参加ミュージシャン
- ビリー・ギボンズ - ボーカル、 リードギター、スライドギター、ハーモニカ
- ダスティ・ヒル - ボーカル、ベース
- フランク・ベアード - ドラムス